# Vuelo 159 de Daallo Airlines
El vuelo 159 de Daallo Airlines (DAO159 / D3159) fue un vuelo de pasajeros regular internacional operado por Daallo Airlines en el extremo este de África. El 2 de febrero de 2016, la aeronave que operaba el vuelo experimentó una explosión 20 minutos después de salir de Mogadiscio. El avión pudo regresar con seguridad al aeropuerto, con una sola víctima mortal. Una investigación posterior indicó que la explosión fue causada por una bomba, posiblemente como resultado de un ataque suicida.

## Aeronave
La aeronave implicada era un Airbus A321-111, de 19 años de antigüedad, matrícula SX-BHS, propiedad de Hermes Airlines, y operado por Daallo Airlines en el momento del incidente. El avión fue entregado a dicha aerolínea el 5 de enero de 2015. Anteriormente fue operada por Hermes Airlines, Air Méditerranée, Myanmar Airways International y Swissair. La aeronave voló por primera vez el 6 de enero de 1997, siendo entregado a Swissair el 21 de enero de 1997. Está equipado con dos motores CFM International CFM56 y tiene una configuración de 220 asientos de clase económica. 
En marzo de 2013, se salió de la pista después de aterrizar en el Aeropuerto de Lyon-Saint Exupéry en Francia.

## Accidente
El 2 de febrero de 2016, 20 minutos después de despegar de Mogadiscio, Somalia, a las 11:00 hora local (UTC+3), en el camino a la ciudad de Yibuti, a una altitud de unos 4.300 metros, ocurrió una explosión a bordo, provocando la apertura de un agujero en el fuselaje. Se informó que la explosión fue cerca de los asientos 15/16 F, cercanos al encastre alar y los tanques de combustible. Había 74 pasajeros a bordo en el momento del incidente.
Como reacción a la explosión, los auxiliares de vuelo movieron a los pasajeros hacia la parte trasera de la aeronave. La tripulación luego realizó un aterrizaje de emergencia en el aeropuerto internacional de Mogadiscio, que fue cerrado brevemente. Hubo dos heridos. Además un cuerpo quemado, que se cree que fue el del atacante suicida, cayó desde el avión en la ciudad de Dhaqaale cerca de Bal'ad, y fue encontrado por los residentes del área.
El vuelo se había retrasado antes del despegue, por lo tanto, en el momento de la explosión, el avión no estaba todavía en la altitud de crucero y la cabina aún no estaba sometida totalmente a presión. Se creyó que un ordenador portátil fue manipulado con un dispositivo temporizador para explotar la bomba en pleno vuelo.
Según Mohamed Ibrahim Yassin Olad, el director general de Daallo Airlines, el suicida y 69 de los otros 73 pasajeros a bordo estaban destinados a abordar un vuelo de Turkish Airlines, que fue cancelado en la mañana del 2 de febrero debido al mal tiempo. Esto dio lugar a que Daallo Airlines cambiase la ruta a sus pasajeros a Yibuti, donde serían transferidos a un vuelo de Turkish Airlines. La cancelación del vuelo de Turkish Airlines fue confirmada por Yahya Ustun, portavoz de la compañía.

## Investigaciones
El Organismo de Investigación de Accidentes Aéreos de Somalia (SAAIA) declaró el 3 de febrero que una persona faltaba en la aeronave una vez que había regresado a Mogadiscio y se confirmó que el cuerpo de la persona desaparecida fue encontrada cerca de Bal'ad. Una investigación sobre la explosión está llevándose a cabo por la Agencia de Inteligencia y Seguridad Nacional de Somalía, con la cooperación de las autoridades del aeropuerto y la policía local. Daallo Airlines, en un comunicado, dijo que un equipo técnico de Hermes Airlines, el propietario de la aeronave, así como el fabricante de aviones, Airbus, también están jugando un papel activo en la investigación. El FBI también está contribuyendo.
Las pruebas iniciales de los daños del vuelo 159 confirmaron trazas de residuos de explosivos. Se que se trató de un explosivo oculto dentro de un ordenador portátil, realizado por una persona en una silla de ruedas. Se cree que el pasajero fue transferido a un asiento regular después de haber subido al avión. Dos pasajeros en el avión, incluyendo uno que estaba sentado en el asiento de al lado, fueron detenidos bajo sospecha de ser cómplices. El 6 de febrero, el ministro de Transporte Ali Ahmed Jamac confirmó que la explosión fue causada por una bomba «para matar a todos a bordo».
Las autoridades de Somalia identificaron al pasajero fallecido como Abdullahi Abdisalam Borleh, un hombre de 55 años de edad, originario de Hargeisa, capital de Somalilandia, pero no confirmaron que era sospechoso de ser el atacante suicida. Los investigadores de Estados Unidos creen que el ataque fue llevado a cabo por el grupo islamista Al-Shabbaab, pero esto no fue confirmado, y el grupo no se atribuyó la responsabilidad del ataque. Una cámara de seguridad del aeropuerto grabó a dos hombres, aparentemente trabajadores del aeropuerto, dándole un ordenador portátil a Borleh. Las autoridades estadounidenses han dicho que los investigadores creen que el atacante tenía algún tipo de conexión con la aerolínea o el personal del aeropuerto.
Al menos 20 personas, incluidos funcionarios públicos y los dos empleados de la aerolínea, fueron detenidos bajo sospecha de estar vinculados con el ataque. El piloto de la aeronave, Vlatko Vodopivec, criticó la falta de seguridad alrededor de la aeronave en el aeropuerto somalí, describiendo la instalación como «caótica». En una entrevista con Associated Press, Vodopivec explicó: «La seguridad es cero cuando aterrizamos allí. Entre 20 y 30 personas llegan a la pista de aterrizaje [...] Nadie tiene una insignia o los chalecos amarillos, entrando y saliendo del avión. No se sabe quién es quién [...] Se puede poner algo en el interior cuando los pasajeros salen del avión».
Mohamed Ibrahim Yassin Olad, el director general de Daallo Airlines, señaló que la aerolínea continuaría sus vuelos a Somalia, a pesar del incidente. «Hemos estado allí durante 25 años», dijo. «Nuestros esfuerzos por mantener a Somalia comunicada con el resto del mundo van a continuar».